# Troy Caesar
Troy Kavon Caesar (Road Town, 13 maggio 1994) è un calciatore anglo-verginiano, centrocampista del Ballstars.

## Carriera
Ha debuttato con la nazionale anglo-verginiana il 14 ottobre 2010, nella sconfitta 17-0 contro la Repubblica Dominicana, valida per le qualificazioni alla Caribbean Cup.
Ha segnato il suo primo gol in nazionale il 21 marzo 2019, nel pareggio per 2-2 contro le Isole Turks e Caicos valido per la CONCACAF Nations League 2019-2020.

## Statistiche

### Cronologia presenze e reti in nazionale
Aggiornato al 20 maggio 2023

| Cronologia completa delle presenze e delle reti in nazionale ― Isole Vergini Britanniche | Cronologia completa delle presenze e delle reti in nazionale ― Isole Vergini Britanniche | Cronologia completa delle presenze e delle reti in nazionale ― Isole Vergini Britanniche | Cronologia completa delle presenze e delle reti in nazionale ― Isole Vergini Britanniche | Cronologia completa delle presenze e delle reti in nazionale ― Isole Vergini Britanniche | Cronologia completa delle presenze e delle reti in nazionale ― Isole Vergini Britanniche | Cronologia completa delle presenze e delle reti in nazionale ― Isole Vergini Britanniche | Cronologia completa delle presenze e delle reti in nazionale ― Isole Vergini Britanniche |
| Data                                                                                     | Città                                                                                    | In casa                                                                                  | Risultato                                                                                | Ospiti                                                                                   | Competizione                                                                             | Reti                                                                                     | Note                                                                                     |
| ---------------------------------------------------------------------------------------- | ---------------------------------------------------------------------------------------- | ---------------------------------------------------------------------------------------- | ---------------------------------------------------------------------------------------- | ---------------------------------------------------------------------------------------- | ---------------------------------------------------------------------------------------- | ---------------------------------------------------------------------------------------- | ---------------------------------------------------------------------------------------- |
| 14-10-2010                                                                               | San Cristóbal                                                                            | Rep. Dominicana                                                                          | 17 – 0                                                                                   | Isole Vergini Britanniche                                                                | Qualificazioni alla Coppa dei Caraibi 2010                                               | -                                                                                        | 63’                                                                                      |
| 15-10-2010                                                                               | San Cristóbal                                                                            | Isole Vergini Britanniche                                                                | 0 – 10                                                                                   | Dominica                                                                                 | Qualificazioni alla Coppa dei Caraibi 2010                                               | -                                                                                        |                                                                                          |
| 3-7-2011                                                                                 | Christiansted                                                                            | Isole Vergini Americane                                                                  | 2 – 0                                                                                    | Isole Vergini Britanniche                                                                | Qual. Mondiali 2014                                                                      | -                                                                                        |                                                                                          |
| 10-7-2011                                                                                | Tortola                                                                                  | Isole Vergini Britanniche                                                                | 1 – 2                                                                                    | Isole Vergini Americane                                                                  | Qual. Mondiali 2014                                                                      | -                                                                                        |                                                                                          |
| 8-7-2012                                                                                 | Tortola                                                                                  | Isole Vergini Britanniche                                                                | 1 – 0                                                                                    | Anguilla                                                                                 | Amichevole                                                                               | -                                                                                        |                                                                                          |
| 5-9-2012                                                                                 | Le Lamentin                                                                              | Martinica                                                                                | 16 – 0                                                                                   | Isole Vergini Britanniche                                                                | Qualificazioni alla Coppa dei Caraibi 2012                                               | -                                                                                        | 71’                                                                                      |
| 7-9-2012                                                                                 | Le Lamentin                                                                              | Isole Vergini Britanniche                                                                | 0 – 4                                                                                    | Suriname                                                                                 | Qualificazioni alla Coppa dei Caraibi 2012                                               | -                                                                                        |                                                                                          |
| 9-9-2012                                                                                 | Le Lamentin                                                                              | Isole Vergini Britanniche                                                                | 0 – 7                                                                                    | Montserrat                                                                               | Qualificazioni alla Coppa dei Caraibi 2012                                               | -                                                                                        |                                                                                          |
| 1-6-2014                                                                                 | Oranjestad                                                                               | Guyana francese                                                                          | 6 – 0                                                                                    | Isole Vergini Britanniche                                                                | Qualificazioni alla Coppa dei Caraibi 2014                                               | -                                                                                        |                                                                                          |
| 2-6-2014                                                                                 | Oranjestad                                                                               | Aruba                                                                                    | 7 – 0                                                                                    | Isole Vergini Britanniche                                                                | Qualificazioni alla Coppa dei Caraibi 2014                                               | -                                                                                        | 90’                                                                                      |
| 16-8-2014                                                                                | Tortola                                                                                  | Isole Vergini Britanniche                                                                | 2 – 4                                                                                    | Saint-Martin                                                                             | Amichevole                                                                               | -                                                                                        |                                                                                          |
| 21-9-2014                                                                                | Tortola                                                                                  | Isole Vergini Britanniche                                                                | 2 – 4                                                                                    | Saint Vincent e Grenadine                                                                | Amichevole                                                                               | -                                                                                        |                                                                                          |
| 24-3-2016                                                                                | Le Lamentin                                                                              | Martinica                                                                                | 3 – 0                                                                                    | Isole Vergini Britanniche                                                                | Qualificazioni alla Coppa dei Caraibi 2017                                               | -                                                                                        | Cap.                                                                                     |
| 26-3-2016                                                                                | Tortola                                                                                  | Isole Vergini Britanniche                                                                | 0 – 7                                                                                    | Dominica                                                                                 | Qualificazioni alla Coppa dei Caraibi 2017                                               | -                                                                                        | Cap.                                                                                     |
| 25-7-2018                                                                                | Philipsburg                                                                              | Sint Maarten                                                                             | 2 – 3                                                                                    | Isole Vergini Britanniche                                                                | Amichevole                                                                               | -                                                                                        |                                                                                          |
| 14-10-2018                                                                               | Paramaribo                                                                               | Suriname                                                                                 | 5 – 0                                                                                    | Isole Vergini Britanniche                                                                | CONCACAF Nations League 2019-2020 - Qualificazioni                                       | -                                                                                        | Cap. 44’                                                                                 |
| 17-10-2018                                                                               | Le Lamentin                                                                              | Martinica                                                                                | 4 – 0                                                                                    | Isole Vergini Britanniche                                                                | CONCACAF Nations League 2019-2020 - Qualificazioni                                       | -                                                                                        | Cap.                                                                                     |
| 21-3-2019                                                                                | Tortola                                                                                  | Isole Vergini Britanniche                                                                | 2 – 2                                                                                    | Turks e Caicos                                                                           | CONCACAF Nations League 2019-2020 - Qualificazioni                                       | 1                                                                                        | Cap.                                                                                     |
| 24-3-2019                                                                                | Tortola                                                                                  | Isole Vergini Britanniche                                                                | 1 – 2                                                                                    | Bonaire                                                                                  | CONCACAF Nations League 2019-2020 - Qualificazioni                                       | -                                                                                        | Cap.                                                                                     |
| 6-9-2019                                                                                 | Tortola                                                                                  | Bonaire                                                                                  | 4 – 2                                                                                    | Isole Vergini Britanniche                                                                | CONCACAF Nations League 2019-2020 - 1º Turno                                             | -                                                                                        | Cap.                                                                                     |
| 3-6-2022                                                                                 | Tortola                                                                                  | Isole Vergini Britanniche                                                                | 1 – 1                                                                                    | Isole Cayman                                                                             | CONCACAF Nations League 2022-2023 - 1º Turno                                             | 1                                                                                        | Cap.                                                                                     |
| 7-6-2022                                                                                 | George Town                                                                              | Isole Cayman                                                                             | 1 – 1                                                                                    | Isole Vergini Britanniche                                                                | CONCACAF Nations League 2022-2023 - 1º Turno                                             | -                                                                                        | Cap.                                                                                     |
| 23-3-2023                                                                                | Tortola                                                                                  | Isole Vergini Britanniche                                                                | 1 – 3                                                                                    | Porto Rico                                                                               | CONCACAF Nations League 2022-2023 - 1º Turno                                             | -                                                                                        | Cap. 73’                                                                                 |
| 9-9-2023                                                                                 | Tortola                                                                                  | Isole Vergini Britanniche                                                                | 3 – 1                                                                                    | Turks e Caicos                                                                           | CONCACAF Nations League 2023-2024 - Fase a gironi                                        | 1                                                                                        | Cap.                                                                                     |
| Totale                                                                                   |                                                                                          | Presenze                                                                                 | 24                                                                                       |                                                                                          | Reti                                                                                     | 3                                                                                        |                                                                                          |